# Andrena peckhami
Andrena peckhami är en biart som beskrevs av Cockerell 1902. Andrena peckhami ingår i släktet sandbin, och familjen grävbin. Inga underarter finns listade i Catalogue of Life.